# 안양 LG 치타스 1996–2003 시즌

## 시즌 통계

### 시즌 전 대회 기록
※ K리그 챔피언십 경기 결과를 포함하지 않은 순수 정규리그 승무패 승점과 골득실이다.

※ 1998 1999, 2000 시즌은 무승부시 승부차기가 시행되었으며 승부차기를 무승부로 처리하는 통산 기록 규정에 근거한 승무패를 별도로 아래에 표기하였다.

※ 아: 아디다스컵, 프: 프로스펙스컵, 필: 필립모리스코리아컵, 대: 대한화재컵

| 시즌 | 리그 팀수 | K리그  | 경기수 | 승    | 무  | 패    | 득 | 실 | 차  | 승점 | 리그컵                   | FA컵 | 수퍼컵    | AFC 챔피언스리그 | 감독   |
| ---- | --------- | ------ | ------ | ----- | --- | ----- | -- | -- | --- | ---- | ------------------------ | ---- | --------- | ---------------- | ------ |
| 1996 | 9         | 9위    | 32     | 8     | 8   | 16    | 44 | 56 | -12 | 32   | 8위 (아)                 | 16강 |           | 진출 실패        | 조영증 |
| 1997 | 10        | 9위    | 18     | 1     | 8   | 9     | 15 | 27 | -12 | 11   | 10위 (아) A조 3위 (프)   | 4강  |           | 진출 실패        | 박병주 |
| 1998 | 10        | 8위    | 18     | 9 8   | 0 2 | 9 8   | 28 | 28 | 0   | 23   | 4강 (아) 3위 (필)        | 우승 |           | 진출 실패        | 박병주 |
| 1999 | 10        | 9위    | 27     | 10 8  | 0 4 | 17 15 | 38 | 52 | -14 | 24   | 준우승 (아) B조 4위 (대) | 4강  | 준우승    | 진출 실패        | 조광래 |
| 2000 | 10        | 우승   | 27     | 19 17 | 0 5 | 8 5   | 46 | 25 | +21 | 53   | 4강 (아) A조 5위 (대)    | 8강  | 진출 실패 | 8강[3]           | 조광래 |
| 2001 | 10        | 준우승 | 27     | 11    | 10  | 6     | 30 | 23 | +7  | 43   | A조 4위 (아)             | 8강  | 우승      | 진출 실패        | 조광래 |
| 2002 | 10        | 4위    | 27     | 11    | 7   | 9     | 37 | 30 | +7  | 40   | 4강 (아)                 | 32강 | 진출 실패 | 준우승[4]        | 조광래 |
| 2003 | 12        | 8위    | 44     | 14    | 14  | 16    | 69 | 68 | +1  | 56   | 미개최                   | 32강 | 미개최    | 진출 실패        | 조광래 |

[1] 당시 공식 대회명칭은 1999-2000 아시안 컵 위너스컵으로 아시안 컵 위너스컵은 2002-03 AFC 챔피언스리그에 통합되었다.

[2] 당시 공식 대회명칭은 2001-02 아시안 클럽 챔피언십으로 2002-03 AFC 챔피언스리그로 대회명칭을 개명하고 확대 재출범하였다. 

### K리그 챔피언십기록
| 시즌 | 진출 팀수 | 순위 | 경기수 | 승 | 무 | 패 | 득 | 실 | 차 | 승부차기                    | 감독   |
| ---- | --------- | ---- | ------ | -- | -- | -- | -- | -- | -- | --------------------------- | ------ |
| 2000 | 4         | 우승 | 2      | 1  | 1  | 0  | 5  | 2  | +1 | 4-2 승 (챔피언결정전 2차전) | 조광래 |

## 시즌 총평

### 1996 시즌 총평
3년 연속 정규리그 성적 부진  외에도 3년 계약 종료에 따라 조영증 감독이 자연스럽게 물러났다.

### 1997 시즌 총평
구상범 차상광 최태진 등 1990년 우승의 주역들이 뒷날 타 팀(일본 포함) 이적 - 노쇠화 때문에 은퇴한 것도 있었지만 최용수 박철 등 주축 선수들의 군 입대, 이적 등 잇다른 악재가 터져 3승 18무 14패로 최하위를 면치 못했다.

### 1998 시즌 총평
1996년 말 2년 계약으로 감독 취임했던 박병주가 부임 첫 해인 1997년 최용수 박철 등 주축 선수들의 군 입대, 이적 등 잇다른 악재가 터져 3승 18무 14패로 최하위를 면치 못한 데다 이 해(1998년)  시즌 종료 후 조광래 감독이 지휘봉을 잡는 것이 확정된 상황이었음에도 레임덕에 빠지지 않고 끝까지 팀 분위기를 유지한 끝에  FA컵에서 울산 현대를 격파하여 우승컵을 차지해 유종의 미를 거두었다.

### 1999 시즌 총평
정규리그 9위에 머물렀으나 FA컵에서 3위를 차지했다.

### 2000 시즌 총평
조광래 감독이 이 해 정규리그 우승컵을 들어올린 동시에 AFC 챔피언스 리그 8강에 오르며 단숨에 K리그 주요 감독 반열에 올랐다.

### 2003 시즌 총평
안양 LG 치타스는 2000년도 재창단을 한다는 각오로 최태욱, 박용호, 최원권, 김동진 등 고졸 최대어들을 영입하는 등 당대의 파격적인 유망주 육성 프로젝트를 실시하며 팀 개편작업을 단행했다.

## 같이 보기
- FC 서울

## 참고 자료
- FC 서울 매치데이 매거진
- K리그 공식 웹사이트 - K리그 히스토리